# Annette Laming-Emperaire

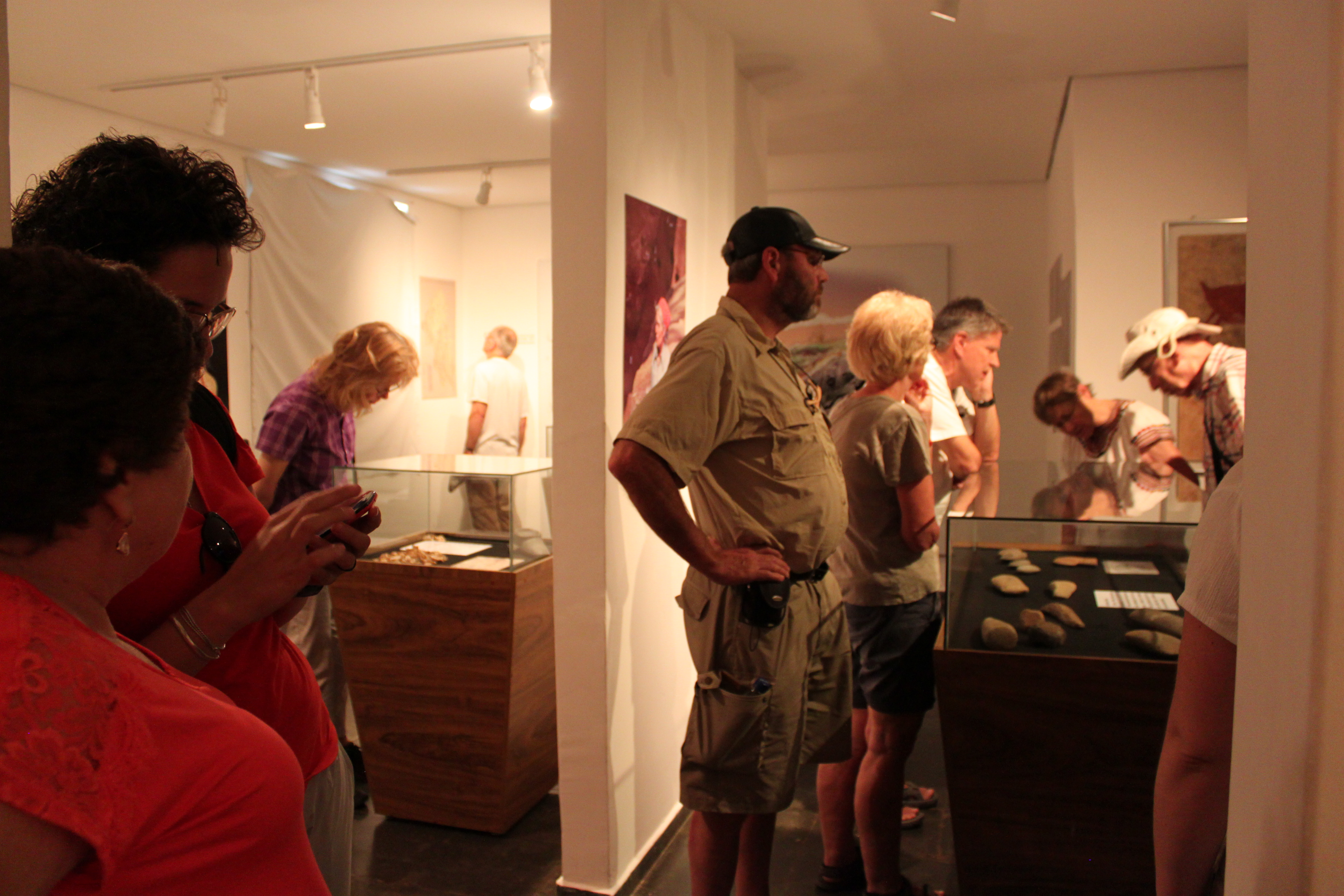
Centre d'arqueologia Annette Laming-Emperaire al Brasil.

Annette Laming-Emperaire (San Petersburg, 22 d'octubre de 1917-Curitiba, maig de 1977) va ser una arqueòloga.
La seva família va deixar Rússia i es va instal·lar a França. Va estudiar Filosofia a París fins a l'esclat de la Segona Guerra Mundial durant la qual va ser integrant de la resistència francesa.
Després de la guerra va estudiar arqueologia i es va especialitzar en l'estudi de l'art prehistòric, incloses les representacions parietals de la cova de Lascaux. Annette Laming va defensar el 1957 la seva tesi doctoral titulada "El significat de l'art rupestre paleolític", sota la direcció del professor André Leroi-Gourhan. Aquest treball va ser publicat el 1962.
Es va casar amb l'etnòleg José Emperaire, un deixeble de Paul Rivet amb el que va viatjar a Xile el 1951. José Emperaire donava suport a la tesi de l'arribada de l'home a Sud-amèrica des del sud, abans de la migració a través de l'estret de Bering cap a Amèrica del Nord. Els dos van participar de les excavacions en jaciments arqueològics de l'Argentina, Brasil i Xile. José va morir el 1958 en la Patagonia quan un mur es va esfondrar durant una excavació.
El 1971, Annette va començar a Brasil un vast programa de recerques arqueològiques a la regió de Lagoa Santa. Va examinar allí, en particular, sis jaciments arqueològics que van ser descobertes un segle abans per l'arqueòleg danès Peter Wilhelm Lund. Durant les excavacions entre 1974 i 1975 va descobrir, en un refugi en la roca anomenat Llepassa Vermelha, les restes fòssils humanes més antigues trobats fins al moment a Amèrica, inclòs l'esquelet de la dona coneguda com a Luzia.
La UNESCO i el govern uruguaià la van designar per dirigir un projecte de salvament arqueològic a la regió de Salto Gran. Va morir en un accident domèstic, quan es va produir una fuita de gas, a l'hotel en què pernoctava en un viatge de vacances, entre l'Uruguai i Lagoa Santa.
Per a Danièle Lavallée, Annette va ser "un dels esperits més rics i més fecunds de la recerca prehistòrica francesa".